# Вільяманріке-де-ла-Кондеса
Вільяманріке-де-ла-Кондеса (ісп. Villamanrique de la Condesa) — муніципалітет в Іспанії, у складі автономної спільноти Андалусія, у провінції Севілья. Населення — 4162 особи (2010).
Муніципалітет розташований на відстані близько 420 км на південний захід від Мадрида, 31 км на південний захід від Севільї.

## Демографія
Динаміка населення (INE ):